# Halifax (Virgínia)
Halifax és una població dels Estats Units a l'estat de Virgínia. Segons el cens del 2000 tenia 1.389 habitants.

## Demografia
Segons el cens del 2000, Halifax tenia 1.389 habitants, 523 habitatges, i 348 famílies. La densitat de població era de 141,1 habitants per km².
Dels 523 habitatges en un 24,1% hi vivien nens de menys de 18 anys, en un 51,1% hi vivien parelles casades, en un 14% dones solteres, i en un 33,3% no eren unitats familiars. En el 31,2% dels habitatges hi vivien persones soles el 13% de les quals corresponia a persones de 65 anys o més que vivien soles. El nombre mitjà de persones vivint en cada habitatge era de 2,29 i el nombre mitjà de persones que vivien en cada família era de 2,83.
Per edats la població es repartia de la següent manera: un 18,9% tenia menys de 18 anys, un 8,2% entre 18 i 24, un 28,2% entre 25 i 44, un 25,6% de 45 a 60 i un 19,1% 65 anys o més.
L'edat mediana era de 42 anys. Per cada 100 dones de 18 o més anys hi havia 99,6 homes.
La renda mediana per habitatge era de 34.871 $ i la renda mediana per família de 46.250 $. Els homes tenien una renda mediana de 26.538 $ mentre que les dones 21.167 $. La renda per capita de la població era de 18.571 $. Entorn del 10,4% de les famílies i el 8,4% de la població estaven per davall del llindar de pobresa.

## Poblacions més properes
El següent diagrama mostra les poblacions més properes.